# BPM-Beats Per Minute-
BPM-Beats Per Minute-(ビーピーエム ビートパーミニッツ)は、ジャパンエフエムネットワーク(JFNC)が制作した音楽番組。

## 概要
この番組は、ディスコナンバーを紹介する番組であった。

## パーソナリティ
ひなた康夫(番組開始から1992年3月)

南美布(1992年4月から番組終了)

## ネット局・放送時間
この番組は前番組に引き続きはTOKYO FM制作のAライン番組がネット出来なかった放送局専用の番組であった。

FM三重 月曜から木曜 23:00-23:55
| JFN系 月曜 - 木曜23時台  | JFN系 月曜 - 木曜23時台 | JFN系 月曜 - 木曜23時台                |
| 前番組                   | 番組名                  | 次番組                                 |
| ------------------------ | ----------------------- | -------------------------------------- |
| FMナイトフィーバー       | BPM-Beats Per Minute-   | -                                      |
| FM三重 月曜 - 木曜23時台 |                         |                                        |
| FMナイトフィーバー       | BPM-Beats Per Minute-   | 赤坂泰彦のミリオンナイツ(TOKYO FM制作) |